# مرقأة

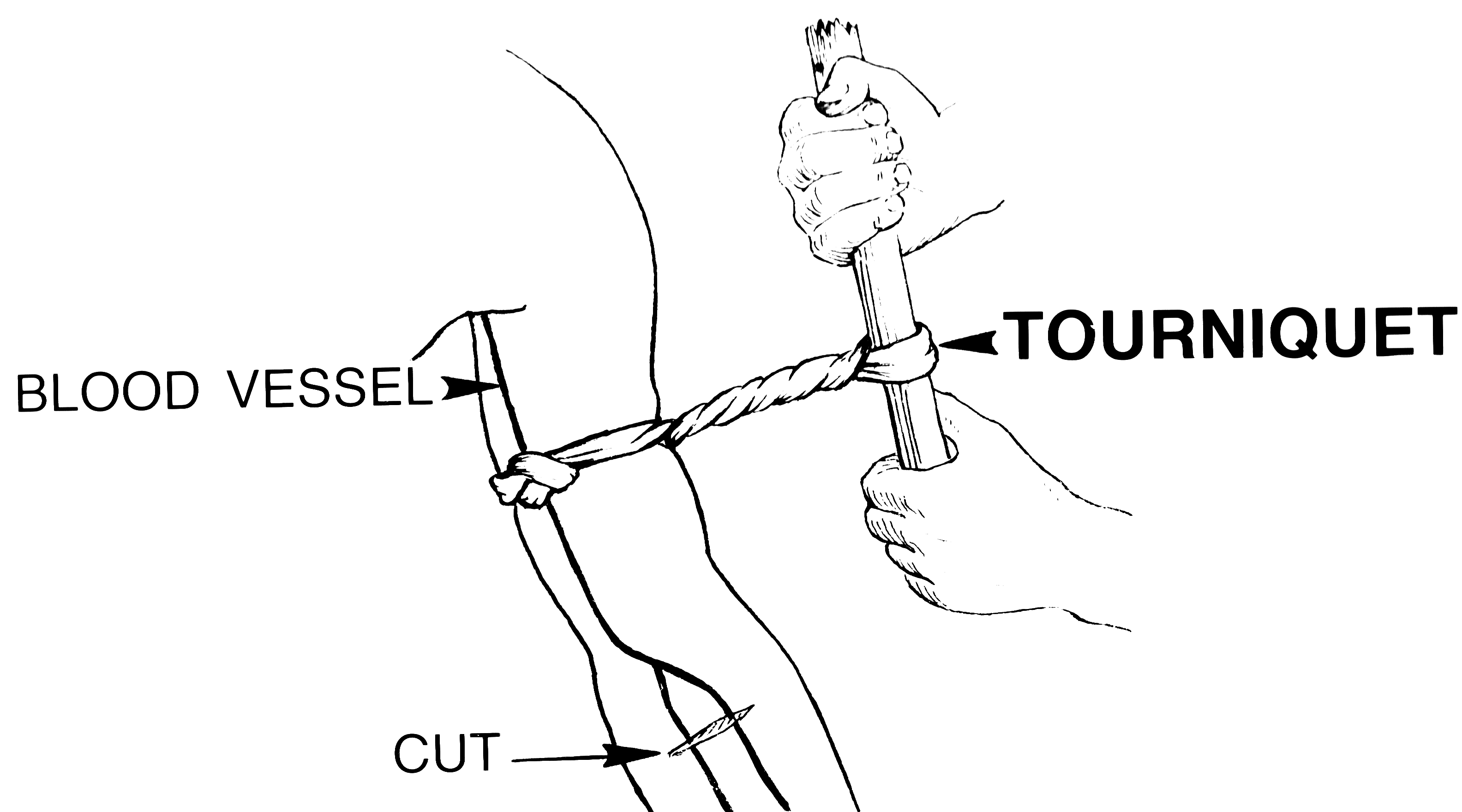
عاصبة بدائية

المِرْقَأة أو العاصبة (ويُقال أيضاً مكربة أو مضغطة) ملوى أو ضاغط لوقف النزف من وعاء دموي.